# Esperanza de Jesús
Madre Esperanza de Jesús, de nombre secular María Josefa Alhama Valera (El Siscar, Santomera, Región de Murcia. España, 30 de septiembre de  1893 – † Collevalenza, Todi, Perugia, Italia, 8 de febrero de 1983), fue una religiosa y mística española fundadora de las Congregaciones Esclavas del Amor Misericordioso e Hijos del Amor Misericordioso. Es venerada como beata por la Iglesia católica desde el 31 de mayo de 2014.

## Biografía

### Juventud
Nació en 1893 en El Siscar, Santomera, en la Región de Murcia (España), en una familia humilde, siendo la mayor de nueve hermanos. El nombre de María Josefa fue por su abuela paterna. Su padre era un jornalero del campo y su madre, ama de casa. 
Un vecino llamado José Ireno, que tenía una granja cerca de la familia de la Madre Esperanza, impresionado por la inteligencia de la niña, pensó que era una lástima dejarla en tal pobreza y convenció a sus padres para encomendarla al párroco de Santomera, Don Manuel Aliaga, quien vivía con dos hermanas, cuando la niña tenía unos 6 o 7 años.
Las dos hermanas del cura de la parroquia, María e Inés, ayudadas por María De Las Maravillas Fernández Serna y una hermana religiosa, Carmen, dieron a María Josefa una educación básica y le enseñaron las tareas del hogar. Ella nunca asistió a la escuela y se quedó en la casa del párroco hasta el 15 de octubre de 1914, el día en que se hizo religiosa.
Hizo la comunión a los 12 años, como era costumbre en la época. Pero a los ocho años de edad, mediante un ardid gestionado, como ella misma dijo, comulgó antes. Una mañana, mientras que el pastor estaba ausente se acercó al Sagrario y obtuvo la hostia consagrada. Este episodio, a pesar de su ingenuidad, muestra el amor que la Madre Esperanza tenía para Jesús desde que era niña.

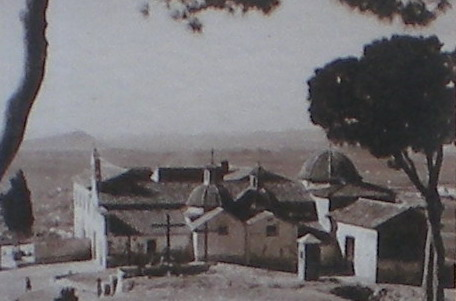
Vieja Ermita de Las Cruces, en Villena (Alicante)

### Vida religiosa
Entró a formar parte a la edad de 21 años de la Congregación de las "Hijas del Calvario" en Villena. En 1924, colaboró con el Padre Arintero, sacerdote dominico de la diócesis de Salamanca, y escribió en la revista mensual La vida sobrenatural. En la Nochebuena de 1930 fundó en Madrid, la que se convertiría en la Congregación de las Esclavas del Amor Misericordioso.
En 1936 se trasladó a Roma, donde ayudó y asistió a los heridos de la II Guerra Mundial. Más tarde, en 1951, en Roma funda la rama masculina de la congregación, Hijos del Amor Misericordioso, y ella se instala en Collevalenza con algunas de las "Siervas del Amor Misericordioso", la congregación que creó en Madrid en 1930, para pasar allí el resto de su vida.
La Madre Esperanza en los años cincuenta comenzó a poner en práctica el proyecto que para ella representaba a la voluntad de Dios: la construcción de un santuario dedicado al Amor Misericordioso de Dios, a quien dedicó su vida. Esta fue su misión y su obra definitiva. Quería este lugar "para que todos sepan que Dios es un Padre que ama, perdona, olvida y no tiene en cuenta los pecados de sus hijos cuando los ve arrepentidos" . En el santuario recibió cada día más de un centenar de personas, infundiendo esperanza y escuchando a cada uno.
A esos efectos compuso una oración en la que decía entre otras cosas: "Haz, Jesús mío, que a este santuario venga gente de todo el mundo, no sólo con el deseo de sanar el cuerpo de la enfermedad más dolorosa y extraña, sino para tratar su alma ... y haz, Jesús mío, que todo el mundo vea en ti no un juez severo, sino un Padre lleno de amor y misericordia que no toma en cuenta las debilidades de sus hijos, y que olvida y perdona".
El 22 de noviembre de 1981 el papa Juan Pablo II visitó el santuario y se reunió con la Madre Esperanza. Al año siguiente, el santuario fue declarado basílica menor.
Durante una audiencia celebrada en Roma en 1981, el papa Juan Pablo II expresó con estas palabras a la Madre Esperanza y sus "siervas":

"El mundo tiene sed, incluso sin saberlo, y la Divina Misericordia está llamada a extender esta agua y la curación milagrosa del alma y cuerpo en este mundo
Juan Pablo II, Roma, 1981

### Muerte y beatificación
La Madre Esperanza vivió en el Santuario que veneró hasta el día de su muerte el 8 de febrero de 1983. Su cuerpo, como ella deseó, descansa en la cripta del mismo santuario.
El 24 de abril de 1988 comenzó el proceso de canonización en la Diócesis de Orvieto-Todi. El 12 de junio de 1992 la Congregación para las Causas de los Santos concedió el decreto de validez jurídica de los actos del proceso diocesano iniciado el 11 de febrero de  1990. El 12 de junio de 1993 fue entregado a la Congregación para las Causas de los Santos la Positio sobre la vida y virtudes de la Madre Esperanza. El 23 de abril de 2002 la Iglesia, después de reconocer sus virtudes heroicas, la proclamó venerable. El 5 de julio de 2013 con el consenso del papa Francisco, el cardenal Angelo Amato emitió el decreto de beatificación. El rito de beatificación se celebró el 31 de mayo de 2014, en el santuario de Collevalenza.